# Tomaševec (Klanjec)
Tomaševec is een plaats in de gemeente Klanjec in de Kroatische provincie Krapina-Zagorje. De plaats telt 201 inwoners (2001).